# Einkaufscontrolling
Einkaufscontrolling ist ein Teilbereich des unternehmerischen Führungssystems als Teildisziplin des Unternehmenscontrolling, dessen Hauptaufgabe die Planung, Steuerung und Kontrolle der Unternehmensfunktion Beschaffung ist. Im Einkaufscontrolling laufen die Daten des Einkaufs, des Rechnungswesens, der Materialwirtschaft, sowie externe Beschaffungsmarktdaten zusammen.

## Ursprung und organisatorische Integration
Seinen Ursprung besitzt das Einkaufscontrolling in der Praxis. Es wurde seit den 1970er Jahren zunächst unter
dem Begriff Einkaufsberichtswesen in vielen Unternehmen eingeführt. Ausgangspunkt dieser Entwicklung
war der steigende Bedarf an transparenten Datenstrukturen im Einkauf und der Materialwirtschaft, um die
Komplexität des Beschaffungsmanagements beherrschbar zu machen. Einkaufscontrolling hat einen engen
Bezug zu den Aufgaben des Unternehmenscontrollings.
In der Praxis ist die Funktion des Einkaufscontroller in der Regel als Stabsfunktion zur Einkaufsleitung ausgeprägt.
Das Einkaufscontrolling als betrieblicher Teil des Unternehmenscontrollings ist eher selten anzutreffen,
da ähnlich wie beim Vertriebscontrolling ein hohes Maß an beschaffungsspezifischem Wissen erforderlich ist.

## Aufgaben

### Wissenschaftliches Grundverständnis des Einkaufscontrollings
Die wissenschaftliche Diskussion des Begriffs Einkaufscontrolling begann in breiterem Umfang in den
1990er-Jahren. Das zeitlich gesehen erste Grundverständnis des Einkaufscontrolling entspricht dem des Unternehmenscontrollings und weist beiden Funktionen analog die Aufgabe zu, betriebswirtschaftliche Informationen für Zwecke der Führung bereitzustellen.
Das Einkaufscontrolling soll in diesem Sinne eine betriebswirtschaftliche Transparenzfunktion erfüllen. „Betriebswirtschaftlich“ wird dabei im Sinne von „(erfolgs-)zielorientiert“ bzw. „ergebnisbezogen“ verstanden.
Konkret handelt es sich beim Unternehmenscontrolling bei den zu liefernden Informationen insbesondere um Kosten und Erlöse, also um Rechengrößen, die aus dem internen Rechnungswesen stammen. Im Rahmen des Einkaufscontrolling werden die Kosten detailliert aus Sicht des Beschaffungsmarktes analysiert. Dabei werden die Beschaffungsobjekte nach Warengruppen sortiert und Kostenveränderungen im Vergleich zur vorhergehenden Geschäftsperioden ausgewertet. Diese Kostenverläufe werden mit den Daten aus der den Unternehmensplanung abgeleiteten Einkaufsplanung verglichen und Optimierungsfelder aufgezeigt. In
vielen Fällen wird auch ein Vergleich der Marktentwicklung auf Basis externer Indizes mit den interne Kostenverläufen
durchgeführt. Hier zielt das Einkaufscontrolling darauf ab, dass mit diesen Informationen die richtigen einkaufsbezogenen Entscheidungen getroffen werden.

### Führungsbezogenes Grundverständnis des Einkaufscontrollings
Das zeitlich gesehen folgende, zweite Grundverständnis des Einkaufscontrollings bezieht sich ebenfalls auf
Tätigkeiten im Bereich der Führung. Hiernach hat das Einkaufscontrolling die Aufgabe, die zielbezogene,
erfolgsorientierte Steuerung des Einkaufs wahrzunehmen. Dem Einkaufscontrolling geht es dabei um die folgenden
Anforderungen:
- systematische Festlegung und Zuordnung („Operationalisierung“) der zu verfolgenden Ziele
- Messung der Zielerreichung
- Feststellung von Soll-Ist-Abweichungen
- Erarbeitung von Maßnahmen zu deren Beseitigung

Mit anderen Worten zielt Einkaufscontrolling auf eine Führung des Einkauf durch und mit Hilfe von Planung ab. Controlling in diesem grundsätzlichen Sinne lässt sich somit als kybernetischer Prozess verstehen, der mit dem Regelkreis aus Planung und Kontrolle gesteuert wird.

### Kybernetisches Grundverständnis des Einkaufscontrollings
Im Sinne des Einkaufscontrollings ist ein kybernetischer Prozess ein Prozess in dem zunächst abgeleitet aus den Unternehmenszielen für den Einkauf qualitative und quantitative Ziele definiert werden. Zur Messung der Zielerreichung werden für jedes Ziel Kennzahlen definiert, in denen aktueller Stand und Fortschritt bei der Zielerreichung gemessen werden. Hierzu zählt auch die Erarbeitung von Regeln und Prozessen, welche bei der Generierung der Kennzahlen aber auch bei den vorgelagerten Erstellung und Erhebung der Daten zu berücksichtigen sind. Aus der Abweichung zwischen den Sollwerten zu den Istwerte der Kennzahlen ergeben sie einzuleitende Maßnahmen.
Diese Maßnahmen werden gemäß gängiger Projektmanagementtheorie mit Verantwortlichkeiten, Terminen und einer Kontrollinstanz für die Fortschrittskontrolle angereichert. Der Regelkreis wird geschlossen durch regelmäßige Prüfung der Effektivität, also dem Zielerreichungsgrad und der Effizienz, der Wirtschaftlichkeit, des gesamten Prozesses. Nach Charles Darwin ist jeder Organismus und in der Folge auch jedes System nur dann funktional im Sinne einer langfristigen Lebensfähigkeit, wenn gemäß dem Evolutionsprinzip eine optimale Anpassung an die Umwelt besteht ("survival of the fittest"). Somit wird der gesamte Regelkreis periodisch auf die Anpassungsnotwenigkeit ("generation of fitness") aufgrund externer Markteinflüssen bzw. interner organisatorischer Erfordernisse geprüft und bei Bedarf verändert und optimiert.

### Planungsbezogenes Grundverständnis des Einkaufscontrollings
Dieses dritte Grundverständnis des Einkaufscontrollings baut auf dem zweiten auf: In diesem Sinne „planvoll“ kann nur derjenige vorgehen, der die zur Planung der Ergebnisse erforderlichen Informationen besitzt und zur Kontrolle mit den benötigten Ist-Daten versorgt wird. Planung im Sinne des Controllings heißt stets auch Rechnung; zum Rechnen werden Zahlenwerte benötigt.

### Koordinationsbezogenes Grundverständnis des Einkaufscontrollings
In dem Streben, dem Controlling eine eigenständige Funktion zuzuweisen, ist das koordinationsbezogene Grundverständnis des Controllings entstanden. Dieses sah zunächst vor, das Planungs- und Kontroll- sowie das Informationssystem miteinander zu koordinieren. Nicht die Planung, Informationsversorgung und Kontrolle selbst, sondern ihre Koordination macht danach das Besondere des Controllings aus. Diese Perspektive wurde später inhaltlich erweitert um andere Teilsysteme der Führung, speziell um das Organisations- und das Personalführungssystem. Damit wird dem Controlling die Aufgabe übertragen, das gesamte
Führungssystem zu koordinieren.

### Rationales Grundverständnis des Einkaufscontrollings
Nach einem vierten Grundverständnis hat Einkaufscontrolling die Aufgabe, die Rationalität der Führung zu sichern. Damit wird eine andere Abgrenzung zu bekannten Führungsfunktionen gewählt: Nicht die Funktion als solche (z. B. Planung oder Informationsversorgung), sondern der damit verbundene Zweck (Gewährleistung von Führungsqualität) macht den Kern des Controllings aus. Dieses Begriffsverständnis weicht auch in seinen Grundannahmen deutlich von den anderen Auffassungen ab. Rationalitätssicherung setzt voraus, dass es überhaupt zu Rationalitätsdefiziten kommt. Solche sind in den anderen Controlling-Auffassungen nicht vorgesehen; ihnen liegt implizit das Bild des homo oeconomicus zugrunde. Die Sicht des Controllings als Rationalitätssicherung geht dagegen explizit von kognitiv begrenzten und potenziell opportunistisch handelnden Menschen aus, ein Bild, das der Realität oftmals sehr viel näher kommt als die Annahme des homo oeconomicus. Die neueste Controlling-Auffassung ist damit als verhaltensorientiert einzuordnen.

## Ziele
- Aufbau und Betrieb eines Einkaufscontrollings (Organisation, Abläufe, Systeme)
- Definition der Inhalte und Kennzahlen – passend zu den unternehmensweiten Zielgrößen
- Steuerung und Unterstützung des Einkaufs anhand definierter Zielgrößen
- Erstellung von Ad-hoc-Auswertungen nach Bedarf
- Nachkalkulation von Einkaufskosten und Einkaufskostentreibern